# St. Anton (Wettingen)

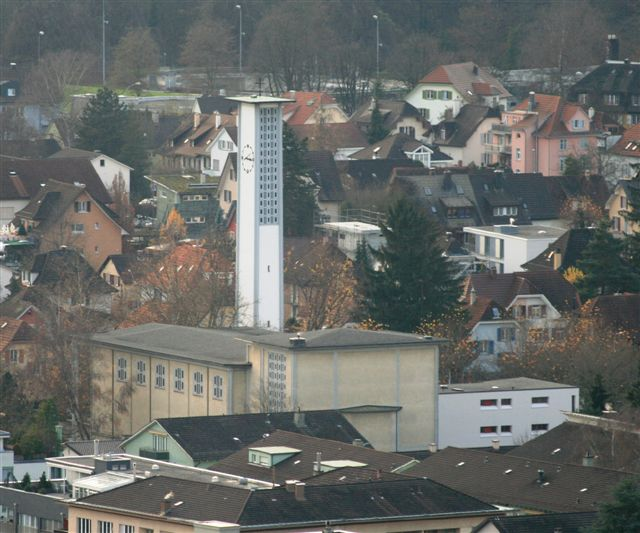
St. Anton

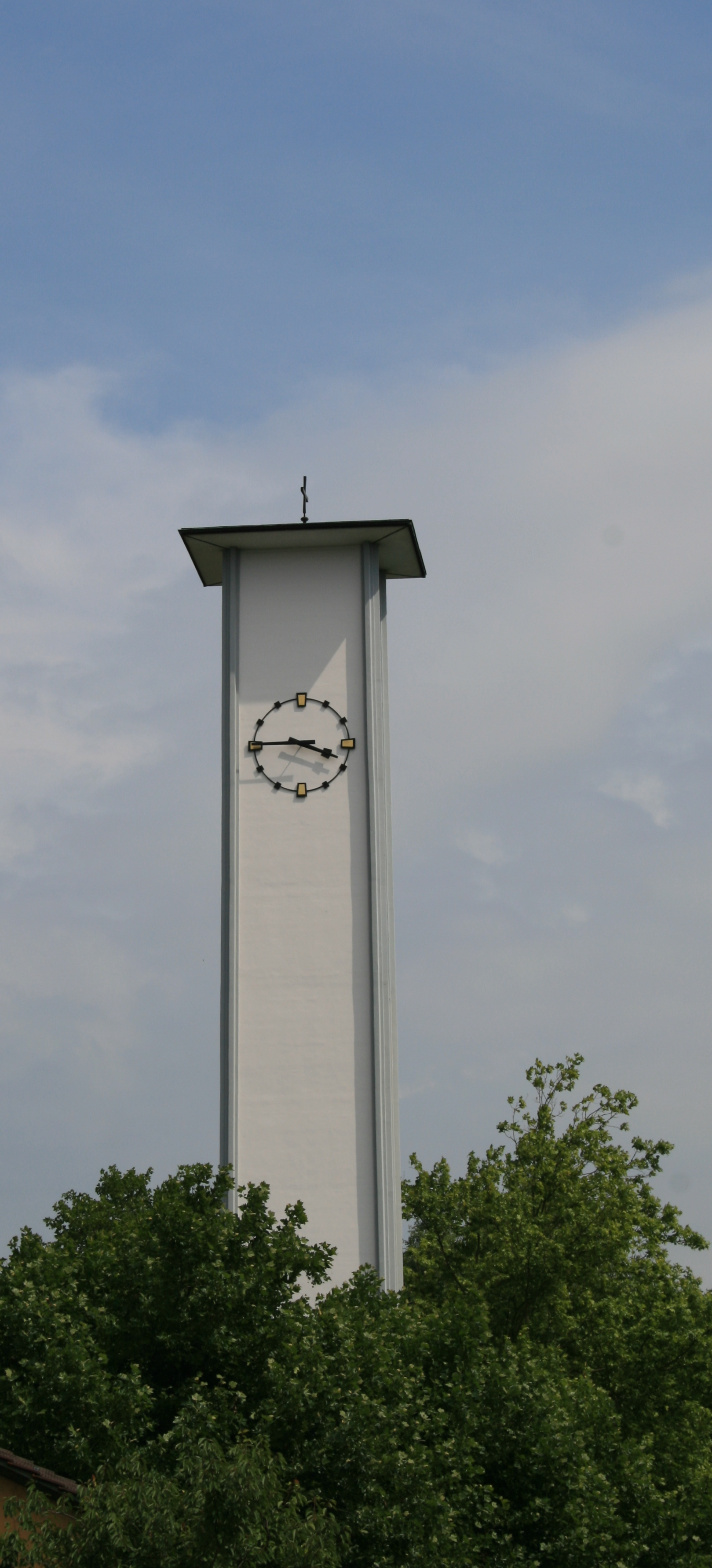
Kirchturm

Die Pfarrkirche St. Anton wurde in den Jahren 1952–1954 im Wettinger Langensteinquartier gebaut und ist zusammen mit dem daneben liegenden Forum St. Anton Mittelpunkt der Pfarrei St. Anton, die zur römisch-katholischen Kirchgemeinde Wettingen gehört.

## Vorgeschichte
Zunächst gab es in Wettingen nur die Pfarrei St. Sebastian mit der Dorfkirche. Durch die Industrialisierung war Wettingen mit einer stark ansteigende Bevölkerung konfrontiert, womit auch die Zahl der Pfarreiangehörigen stark anstieg. Schon nach dem Ersten Weltkrieg gab es Ideen die Pfarrei aufzuteilen und 1923 entstanden Pläne, den westlichen Teil Wettingens mit den Badener Quartieren rechts der Limmat zu einer Pfarrei zusammenzufassen. Dazu kam es aber nicht, da sich die Badener und Ennetbadener Katholiken für den Bau einer Kirche in Ennetbaden entschieden und die Wettinger so nach einer eigenen Lösung suchen mussten. Deshalb wurde im Jahre 1932 im Langenstein- und Alteburgquartier ein Kirchenbauverein gegründet. Zu dieser Zeit wohnten in diesen Quartieren rund 1300 Katholiken. Nachdem die Kirchgemeindeversammlung den Ankauf von Land in der Nähe des Hotels Winkelried abgelehnt hatte, kaufte der Kirchenbauverein ein Grundstück an der heutigen Zentralstrasse, das durch einen späteren Zukauf erweitert wurde. Im Jahre 1948 übergab der Verein das Grundstück und sein Vermögen der Kirchgemeinde um dieser den Neubau der Kirche zu ermöglichen. Am 13. Juli 1952 wurde der Bauplatz eingesegnet und am 18. Juli 1954 wurde die Kirche durch den Bischof von Basel, Franziskus von Streng, geweiht.

## Kirchenbau

### Architektur
Aus dem Projektwettbewerb ging der Zürcher Architekten Karl Higi als Sieger hervor und so wurde die Kirche, die aufgrund ihrer Modernität nicht unumstritten war, nach seinen Plänen errichtet. Der Bauplatz wurde am 13. Juli 1952 eingesegnet. Als Baustoff wurde vor allem Beton verwendet. Konzipiert ist die Kirche als Wegkirche, in der die Architektur darauf abzielt, die Gläubigen zum Chorraum, dem Ort der Eucharistie hin zu führen. Der Kirchenbau ist geprägt von seinen klaren Formen, dem deutlich vom Kirchenschiff abgesetzten Chorraum und dem hohen, frei stehenden Turm, der weit über die umliegenden Häuser des Quartiers hinausragt. Der Kirchturm hat eine Höhe von 36,5 m, seine Bodenfläche ist 3,2 m × 4,5 m und er misst oben 2,7 m × 4 m.

### Künstlerische Ausstattung
Noch heftigere Auseinandersetzungen als um die moderne Architektur der Kirche gab es um die künstlerische Ausstattung, besonders um das abstrakte Wandbild von Ferdinand Gehr. Es wurde sogar für die Weihe am 18. Juli 1954 durch einen Vorhang abgedeckt, da Franziskus von Streng, der damalige Bischof von Basel, die Weihe von der Abdeckung des Wandbilds abhängig machte. Der Vorhang blieb bis 1960 vor dem Wandbild hängen. Anstelle dieses Vorhangs wurden sechs grosse Wandteppiche angefertigt, welche von Armin Bruggisser, Hans Stocker, Willi Helbling und Ferdinand Gehr gestaltet wurden und die thematisch zu den verschiedenen Zeiten des Kirchenjahrs passen und jeweils entsprechend ausgewechselt werden. Die Umrahmung wurde von Ferdinand Gehr gemalt, wobei das ursprüngliche umstrittene Wandbild zerstört wurde.
Es wurden zur Ausschmückung der Kirche und der angeschlossenen Antoniuskapelle einige alte Kunstwerke über den Kunsthandel angeschafft.
- Das aus Holz geschnitzte und farbig gefasste Kruzifix wurde auf ein neues Kreuz montiert. Das Kruzifix entstand um 1700. Der dargestellte Korpus ist 108 cm hoch und ist mit einem zähflüssig fallenden Lendentuch umschlugen. Der Kopf ist über der linken Schulter senkrecht nach oben gerichtet.
- Die aus Lindenholz geschnitzte Stehende Maria mit Kinde ist rückseitig hohl. Sie wurde neugefasst, Teile der alten Fassung in Silber und Blau, sowie die Grundierung wurden erhalten. Sie ist stilistisch der schlesischen Spätgotik zuzuschreiben und wird auf um 1470 datiert. Dargestellt ist die stehende Gottesmutter mit Krone, die in der rechten Hand einen Apfel und auf dem linken Arm den Jesusknaben trägt. Dieser greift der Maria mit der einen Hand an die Wange und mit der anderen nach dem Apfel.
- Die geschnitzte Pietà aus Arvenholz besitzt noch die originale Farbfassung. Sie ist rückseitig nicht ausgebildet und der Jesusfigur fehlt die linke Hand. Sie hat eine Höhe von 75 cm und ist stilistisch postgotisch und wird auf um 1600 datiert.

Dazu wurden noch drei geschnitzte Figuren des heiligen Antonius von Padua angeschafft. Die heute in der Kirche aufgehängten Kreuzwegstationen wurden zwischen 1985 und 1987 von Armin Bruggisser geschaffen.

### Glocken
Im Kirchturm hängen fünf Glocken, die am 25. August 1955 in der Fa. Rüetschi in Aarau gegossen und am 31. Oktober 1955 aufgezogen wurden:
- Christkönigsglocke, cis, 2196 kg
- Angelusglocke, dis, 1446 kg
- Antoniusglocke, fis, 898 kg
- Bruderklausenglocke, gis, 628 kg
- St. Bernhardglocke, h, 358 kg